# Pleistocen
| Razdelitev kvartarja | Razdelitev kvartarja | Razdelitev kvartarja  | Razdelitev kvartarja | Razdelitev kvartarja |
| Sistem/ Period | Serija/ Epoha        | Faza/ Starost         | Starost (Ma)         | Starost (Ma)         |
| --- | -------------------- | --------------------- | -------------------- | -------------------- |
| Kvartar | Holocen              | Megalej               | 0                    | 0.0042               |
| Kvartar | Holocen              | Severnogripij         | 0.0042               | 0.0082               |
| Kvartar | Holocen              | Grenlandij            | 0.0082               | 0.0117               |
| Kvartar | Pleistocen           | 'Zgornji'             | 0.0117               | 0.129                |
| Kvartar | Pleistocen           | Čibanij ali 'Srednji' | 0.129                | 0.774                |
| Kvartar | Pleistocen           | Kalabrij              | 0.774                | 1.80                 |
| Kvartar | Pleistocen           | Gelazij               | 1.80                 | 2.58                 |
| Neogen | Pliocen              | Piacenska             | 2.58                 | 3.60                 |
| Opombe in skliciSubdivision of the Quaternary Period according to the ICS, as of May 2019. Za Holocen so datumi relativni na leto 2000 (torej se je Grenlandska stopnja pričela 11.700 let pred letom 2000). Začetek Severnogripijske stopnje je nastavljen na 8.236 let pred 2000. Megalejska stopnja se začne 4.250 let pred letom 2000. 'Tarantanij' je opisno neuradno ime, ki je predlagano za stopnjo/starost enako opisne neuradne podserije/podepohe 'Zgornjega Pleistocena'. V Evropi in Severni Ameriki se Holocen deli na Preborealno, Borealno, Atlantsko, Subborealno in Subatlantsko dobo Blytt–Sernanderjeve časovne lestvice. Obstaja več ostalih razdelitev za Zgornji ali Pozni Pleistocen; po navadi se ga razdeli na hladne (glaciali) in tople (interglaciali) periode. Zadnji glacial se konča s hladno Mlajšo Driasno podstopnjo. |                      |                       |                      |                      |
| p · p · u · z |                      |                       |                      |                      |

Pleistocen (simbol PS) je geološka doba, ki je trajala od pred približno 2.588.000 do 11.700 let, in zajema nedavno obdobje ponavljajočih poledenitev.
Charles Lyell je uvedel ta izraz leta 1839 za opis plasti na Siciliji, ki so imele vsaj 70 % mehkužcev, favne, ki danes še vedno živijo. To ga loči od starejše pliocenske epohe, za katero je Lyell sprva mislil, da ima najmlajše fosilne kamnine. Ime pleistocen izhaja iz grške πλεῖστος - pleīstos ('najbolj') in καινός - kainós (latinsko: cænus) ('novo'); ta kontrastu z neposredno pred pliocenska od grško: πλείων - pleíōn ('več') in kainós; in takoj holocenska ("povsem novo" ali "popolnoma novo", iz grške: ὅλος - holos ('cela') in kainós) doba, ki se razteza vse do današnjih dni.
Pleistocen je prva doba kvartarja ali šeste epohe kenozojske ere. Konec pleistocena se ujema s koncem zadnjega ledeniškega obdobja. Prav tako ustreza koncu paleolitske starosti, uporabljene v arheologiji. V ICS časovnem okviru, je pleistocen razdeljen na štiri faze ali starosti, v Gelazij, Kalabrij, Jonij (srednji pleistocen) in Tarantij (pozni pleistocen). Vse te faze so bile opredeljene v južni Evropi. Poleg tega mednarodnega pregrajevanja, se pogosto uporabljajo različne regionalne razdelitve.
Pred spremembo, končno potrjeno v letu 2009 pri Mednarodni zvezi za geološke znanosti, je časovna meja med pleistocenom in predhodnim pliocenom šteta na 1.806.000 let pred sedanjostjo, v nasprotju s trenutno sprejetimi 2.588.000 let pred sedanjostjo.

## Datiranje
Pleistocen je datiran od 2.588.000 (± 0,005) do 11.700 let pred sedanjim časom, z datumom zaključka, izraženim v radiokarbonskih letih kot 10.000 ogljik-14 let pred sedanjim časom . Zajema večino zadnjega obdobja ponovne poledenitve, katere konec je datiran okoli 9640 pr. n. št. (11.654 koledarskih let pred sedanjim časom). to je bilo šele po razvoju radiokarbonskega datiranja, kljub temu, da so se pleistocenska arheološka izkopavanja preusmerila na stratificirane jame in skalna zatočišča za razliko na prostem mest Reka-teraso. 
Leta 2009 je Mednarodna zveza za geološke znanosti (International Union of Geological Sciences -IUGS) potrdila spremembo roka za pleistocen, spreminjanje datuma začetka 1,806-2,588 milijonov let pred sedanjostjo in sprejela osnovo Gelasian kot osnovo pleistocena in sicer osnovo Monte San Nicola GSSP . IUGS mora še odobriti tip oddelka, Global Boundary Stratotype Section and Point (GSSP), za zgornji pleistocen / holocen (tj zgornjo mejo). Predlagan odsek North Greenland Ice Core Project 75 ° 06 'N 42 ° 18' W.  Spodnja meja pleistocena je formalno magnetostratigrafsko opredeljena kot osnova Matuyama (C2r) kronocona, izotopska stopnja 103. Nad to točko obstajajo pomembne izumrtja apnenčastih nanofosilov: Discoaster pentaradiatus in Discoaster surculus. 
Pleistocene zajema nedavna ponavljajoča obdobja poledenitev. Ime Plio-pleistocen je bil v preteklosti uporabljen za zadnjo ledeno dobo. Spremenjena je opredelitev kvartarja, ki  potiska nazaj datum začetka pleistocena do 2,58 Ma.

## Paleogeografija in klima
Današnji kontinenti so bili v času pleistocena v glavnem na svojih sedanjih položajih, plošče, na katerih sedijo, so se verjetno potem premaknile ne več kot 100 km medsebojno od začetka obdobja.
Po Marku Lynasu (prek zbranih podatkov), bi pleistocensko skupno podnebje označili kot neprekinjen El Niño s pasatnimi vetrovi v južnem Pacifiku, ki slabijo ali se dvigajo proti vzhodu, topel zrak se dviga blizu Peruja, topla voda se širi od zahodnega Pacifika in Indijskega oceana proti vzhodnemu Pacifiku in druge značilnosti El Niña.

### Poledenitve
Pleistocensko podnebje je bilo zaznamovano z večkratnimi ledeniškimi cikli, v katerih so kontinentalni ledeniki na nekaterih mestih dosegli 40. vzporednik. Ocenjuje se, da je bilo pri največjem obsegu 30% zemeljske površine pokrite z ledom. Poleg tega je območje permafrosta segalo južno od roba ledeniške ploskve, nekaj sto kilometrov v Severni Ameriki in nekaj sto v Evraziji. Povprečna letna temperatura na robu ledu je bila -6 °C, na robu permafrosta 0 °C.
Vsak ledenik je zadrževal ogromne količine vode v kontinentalnih ledenih ploščah, ki so bile 1.500 do 3.000 metrov debele, zaradi česar je bila morska gladina za 100 metrov ali več po celotni površini Zemlje nižja. V medledenih dobah, kot je sedaj, so bile obale pogosto poplavljene.
Učinki poledenitve so bili globalni. Antarktika je bila v led vezana v vsem pleistocenu, kot tudi v preteklem pliocenu. Andi so bili zajeti na jugu v patagonski ledeni pokrov. Ledeniki so bili na Novi Zelandiji in na Tasmaniji. Trenutni razpadajoči ledeniki na Mount Kenyji, Kilimandžaru in gorovju Rwenzori so dosegli vzhodno in osrednjo Afriko, ko so bili večji. Obstajali so ledeniki v gorah Etiopije in na zahodnem Atlasu.
Na severni polobli so bili mnogi ledeniki združeni v eno. Kordiljerski ledeni pokrov je zajel severnoameriški severozahod; vzhod je bil pokrit z Laurentidskim pokrovom. Ledeni pokrov Fenno-Scandian je pokrival sever Evrope, vključno z Veliko Britanijo; Alpski pokrov je bil na območju Alp. Razpršene površine so se raztezale čez Sibirijo in Arktično polico. Severna morja so bila prekrita z ledom.
Južno od ledenih površin velikih jezer je bil odtok blokiran in hladen zrak je upočasnil izhlapevanje. Ko se je Laurentidski ledeni pokrov umaknil, je bil sever osrednje Severne Amerike popolnoma prekrit z jezerom Agassiz. Več kot sto kotlin v severnoameriškem zahodu, zdaj suhe ali skoraj suhe, so bile polne vode. Jezero Bonneville na primer, je bilo, kjer je zdaj Great Salt Lake. V Evraziji so se velika jezera razvila kot posledica odtoka iz ledenikov. Reke so bile večje, imele so bolj obilen pretok in bile prepletene. Afriška jezera so bila bolj polna, očitno zaradi zmanjšanega izhlapevanja. Puščave, na drugi strani pa so bile suhe in bolj obsežne. Padavin je bilo manj zaradi zmanjšanja oceanov in drugega izhlapevanja.
Ocenjeno je bilo, da je bil v času pleistocena vzhodni antarktični ledeni pokrov tanjši za najmanj 500 metrov in da je tanjšanje od zadnjega ledeniškega maksimuma manj kot 50 metrov in verjetno začel po približno 14 ka. 

### Glavni dogodki
Ugotovili so več kot 11 večjih ledeniških dogodkov, kot tudi številne manjše.  Glavni dogodek je bila seveda splošna poledenitev.
Dogodki so različno opredeljeni v različnih regijah, imajo svojo ledeniško zgodovino odvisno od širine, lege in podnebja. Obstaja splošna korespondenca med ledeniki v različnih regijah. Raziskovalci si pogosto izmenjujejo imena, če je koncentracija geologije regije v postopku definirana. Vendar pa se na splošno napačno uporablja ime ledenik v eni regiji glede na drugo.
Za večino 20. stoletja je bilo le nekaj regij raziskanih in imen je razmeroma malo. Danes se geologi različnih narodov bolj zanimajo za glaciologijo pleistocena. Posledica so številna nova imena, ki se hitro širijo. Prav tako so bila nekatera od njih izbrisana ali prekrita z drugimi, vendar dokazi in študije cikličnih podnebnih sprememb še potekajo.

## Favna
Tako morska kot kontinentalna favna je bila v bistvu moderna in mnoge živali, posebej sesalci so bili veliko večji po obliki telesa od njihovih sodobnih sorodnikov.
Hude podnebne spremembe med ledeno dobo so imele velik vpliv na živalski in rastlinski svet. Z vsakim novim ledenim obdobjem so velika območja celin postala popolnoma izpraznjena, rastline in živali so se umikale pred napredujočimi ledeniki in doživljale velik stres. Najhujša posledica drastičnih podnebnih sprememb je bil zmanjšan življenjski prostor in krajša doba oskrbe s hrano. Glavni dogodek izumrtja velikih sesalcev (megafavna), ki je vključevala mamute, mastodonte, sabljezobe mačke, gliptodone, talne lenivce, irske lose, jamskega in ozkoglavega medveda, se je začel pozno v pleistocenu in nadaljeval v holocenu. Neandertalci so tudi izumrli v tem obdobju. Na koncu zadnje ledene dobe so hladnokrvne živali, manjši sesalci, kot so lesne miši, ptice selivke in hitrejše živali, kot jelen zamenjali megafavno.
Izumiranje je bilo še posebej hudo v Severni Ameriki, kjer so izginili avtohtoni konji in kamele. 

## Človek
Znanstveni dokazi kažejo, da se je človek razvil v sedanji obliki med pleistocenom.  V začetku pleistocena je bila vrsta Paranthropus še vedno prisotna, kot tudi zgodnje človeški predniki, a so v mlajšem paleolitiku izginili in le vrste Hominidov najdemo v fosilnih evidencah Homo erectus v pleistocenu. V srednjem in starejšem paleolitiku so se pojavljale nove vrste ljudi, kot tudi bolj dodelan razvoj orodij. Po mitohondrijalnih tehnikah ugotavljanja časa, so se moderni ljudje selili iz Afrike po RISS poledenitvi v srednjem paleolitiku, v času medledene dobe, in se širili po vsem svetu brez ledu v času poznega pleistocena. .

## Sedimenti
Pleistocenske ne-morske sedimente najdemo predvsem v rečnih sedimentih, na jezerskem dnu, na pobočjih in kot sedimente puhlice, pa tudi v velikih količinah materiala, ki so ga prenesli ledeniki. Manj pogosti so jamski sedimenti, travertini in vulkanski materiali (lava, vulkanski pepel). Pleistocenske morske sedimente najdemo predvsem v plitvih morskih bazenih, večinoma (vendar s pomembnimi izjemami) na področjih nekaj deset kilometrov od današnjih obal. V geološko bolj aktivnih področjih, kot je južna kalifornijska obala, lahko pleistocenske morske sedimente najdemo na več sto metrov višjih območjih.